# Padina pavonica
A Padina pavonica, korábban Padina pavonia, a sárgásmoszatok törzsébe tartozó faj.

## Elterjedése
A Padina pavonica elterjedési területe a Földközi-tenger és az Atlanti-óceán. A ritkább barnamoszatok közé tartozik.

## Megjelenése
A Padina pavonica társasan növő, legyezőszerű, többnyire tölcséresen begöngyölődött, legfeljebb 10 centiméter magas barnamoszat. Levélszerű része vékony, hegyes körszelet, koncentrikus növekedési részekkel, alján keskenyen begöngyölődik. Színe kívül halványbarna, fakózöld, belül a mészbevonat miatt fehér. Peremét finom, barna szőrök borítják. Ivaros szaporítósejtjei, éppen úgy, mint ivartalan rajzóspórái, a koncentrikus növekedési gyűrűk élén keletkeznek.

## Életmódja
A Padina pavonica köveken és sziklákon, a napsugárzás által felmelegített sekély parti vizekben él, mindig zavartalan környezetben. Szívesen telepszik meg a melegebb tengeráramlatokban.